# Raión de Shumilina
Shumilina (en bielorruso: Шумілінскі раён) es un raión o distrito de Bielorrusia, en la provincia (óblast) de Minsk. 
Comprende una superficie de 1 695 km².
El centro administrativo es la ciudad de Shumilina.

## Demografía
Según estimación 2010 contaba con una población total de 20 716 habitantes.